# Ardisia wedelii
Ardisia wedelii är en viveväxtart som beskrevs av Cyrus Longworth Lundell. Ardisia wedelii ingår i släktet Ardisia och familjen viveväxter. Inga underarter finns listade i Catalogue of Life.